# Marc Cucurella
Marc Cucurella Saseta (* 22. Juli 1998 in Alella) ist ein spanischer Fußballspieler. Er steht beim FC Chelsea in der englischen Premier League unter Vertrag.

## Karriere

### Verein
Bevor Marc Cucurella 2006 in die Jugend von Espanyol Barcelona wechselte, spielte er bei seinem Heimatverein FS Alella Futsal. 2012 wechselte er in die Akademie des Stadtrivalen FC Barcelona. Sein Debüt für die Reservemannschaft, den FC Barcelona B in der dritthöchsten spanischen Spielklasse, bestritt er am 26. November 2016 beim 4:0-Heimsieg gegen den CE l’Hospitalet. In der Saison 2016/17 bestritt er 17 Einsätze und errang mit Barça B den Aufstieg in die zweitklassige Segunda División. Am 7. Juli 2017 verlängerte Cucurella sein Arbeitspapier bis 2021. Am 24. Oktober 2017 debütierte er für die erste Mannschaft, als er beim 3:0-Pokalsieg gegen Real Murcia in der Schlussphase für Lucas Digne eingewechselt wurde. Dieser Einsatz verblieb sein Einziger für die A-Mannschaft in der Saison 2017/18. Sein erstes Tor für die B-Mannschaft erzielte er am 17. März 2018 gegen den Lorca FC. Am Ende dieser Spielzeit 2017/18, in der er auf 37 Ligaeinsätze kam, musste er mit der B-Mannschaft den Abstieg in die Drittklassigkeit hinnehmen.
Am 31. August 2018 wurde Cucurella bis zum Ende der Spielzeit 2018/19 an den Erstligisten SD Eibar ausgeliehen. Er kam 31-mal (26-mal von Beginn) in der Liga zum Einsatz und erzielte ein Tor. Nach dem Saisonende erwarb die SD Eibar per Option für 2 Millionen Euro die Transferrechte an Cucurella.
Mitte Juli 2019 erwarb der FC Barcelona per Rückkaufoption für 4 Millionen Euro die Transferrechte an Cucurella zurück. Er wechselte daraufhin für die Saison 2019/20 auf Leihbasis zum FC Getafe, der sich eine Kaufoption in Höhe von 6 Millionen Euro sicherte, wobei der FC Barcelona bei einem Weiterverkauf 40 Prozent der Ablöse erhalten hätte. Beim FC Getafe entwickelte sich Cucurella unter dem Cheftrainer José Bordalás zum Stammspieler. Ende Juni 2020 – aufgrund der COVID-19-Pandemie war die Spielzeit zu diesem Zeitpunkt noch nicht beendet – erwarb der FC Getafe für 10 Millionen Euro die Transferrechte an Cucurella, wobei nur noch 10 Prozent der Ablöse bei einem Weiterverkauf dem FC Barcelona zustehen. In der Spielzeit 2019/20 absolvierte Cucurella 37 Ligaspiele, in denen ihm ein Tor und sechs Vorlagen gelangen. Auch in der Saison 2020/21 zählte Cucurella mit 37 Einsätzen (alle von Beginn) und 3 Toren zum Stammpersonal.
Ende August 2021 unterschrieb Cucurella beim englischen Erstligisten Brighton & Hove Albion einen Fünfjahresvertrag. Unter Graham Potter gehörte der Spanier auf Anhieb dem Stammpersonal an. Er kam in der Saison 2021/22 in allen ihm möglichen 35 Ligaspielen zum Einsatz, stand dabei stets in der Startelf und erzielte ein Tor.
Zur Saison 2022/23 wechselte der 24-Jährige zum Ligakonkurrenten FC Chelsea, bei dem er einen Vertrag bis zum 30. Juni 2028 unterschrieb.

### Nationalmannschaft
Cucurella repräsentierte sein Heimatland in sämtlichen Junioren-Nationalmannschaften, beginnend mit der U16. Mit der U21 nahm er im März 2021 und Mai/Juni 2021 an der U21-Europameisterschaft 2021 teil, bei der Spanien im Halbfinale ausschied.
Anfang Juni 2021 debütierte Cucurella bei einem 4:0-Sieg gegen Litauen in der A-Nationalmannschaft. Aufgrund von COVID-19-Fällen im Kader für die kurze Zeit später beginnende Europameisterschaft 2021 traten die Spieler, die zuvor die U21-EM absolviert hatten, bei diesem Spiel an.
Ende Juni 2021 wurde Cucurella in den Kader der spanischen Olympiaauswahl für das Fußballturnier der Olympischen Sommerspiele 2021 berufen. Er kam fünfmal zum Einsatz und verlor mit seiner Mannschaft das Finale gegen Brasilien.
Für die in Deutschland ausgetragene Europameisterschaft wurde Cucurella in den spanischen Kader berufen und mit diesem Europameister. Bekanntheit erlangte Cucurella in Deutschland durch ein Handspiel im Viertelfinale der Europameisterschaft, bei welchem Schiedsrichter Anthony Taylor fälschlicherweise nicht auf Strafstoß entschied. Noch im Juni 2025 wurde er bei jedem Ballkontakt bei seinen beiden Spielen in der Nations League in Deutschland ausgepfiffen.

## Erfolge

### Nationalmannschaft
- Europameister: 2024
- Olympische Silbermedaille: 2021

### Verein
International
- Klub-Weltmeister: 2025 (FC Chelsea)
- Conference-League-Sieger: 2025 (FC Chelsea)

Spanien
- Pokalsieger: 2018 (FC Barcelona)
- Aufstieg in die Segunda División: 2017 (FC Barcelona B)

### Persönliche Auszeichnungen
- Wahl in das Team des Turniers der Europameisterschaft 2024

## Privates
Cucurella hat einen Bruder. Cucurellas auffällige, wallend-lockige Frisur diente in seiner Jugend als Orientierungshilfe für seine Mutter Patricia. Diese habe ihren Sohn aufgrund der Frisur besser auf dem Fußballplatz von seinen Mannschaftskollegen unterscheiden können. Inzwischen sei seine Frisur eigener Aussage zufolge nicht verhandelbar, da sie nun mehr nicht nur seiner Mutter, sondern auch seiner Frau gefalle.